# Orsi Pietro & Figlio
Orsi Pietro & Figli, o solamente Orsi, è stata un'azienda italiana situata a Tortona (AL) che produceva macchine agricole.

## Storia

### Gli inizi
La storia della Orsi inizia nel 1881 con Pietro che apre a Tortona, in provincia d'Alessandria, un negozio di ferramenta, con annessa una fucina da fabbro. Il figlio di Pietro, Giuseppe, ha 19 anni quando entra a bottega nel 1901 e già un anno dopo viene costruita la prima pressapaglia. Passano ancora 2 anni quando nasce la prima trebbia e nel 1907 la prima locomobile che serve per il funzionamento dell'intero gruppo.
Nel 1911 muore Pietro e Giuseppe resta solo alla guida dell'azienda, una impresa non grande ma di tutto rispetto che giusto l'anno prima ha conseguito la medaglia d'oro e il diploma di benemerenza alla International Exhibition di Richmond in Gran Bretagna. Nel 1930 Luigi Orsi, figlio di Giuseppe, progetta il primo trattore della casa che entra in produzione nell'anno successivo. Si tratta di un monocilindrico orizzontale testacalda  di 10 340 cm³ erogante 32 CV a 560 giri/min. Il nuovo modello dà origine a contestazione per alcune presunte somiglianze con il suo modello "15-30", prodotto dalla tedesca Lanz. Luigi Orsi risolve la disputa modificando la posizione dei radiatori e raggruppando in un'unica scatola il cambio e il differenziale.  Nel 1933 viene realizzato il modello "35-40", che accoglie e migliora le modifiche della versione precedente, seguìto nel 1934 dal modello "40 HP", destinato a rappresentare la base tecnica sulla quale furono sviluppati tutti i modelli Orsi costruiti sino a dopo la fine del secondo conflitto mondiale dell'intero gruppo.
Tale stallo progettuale è principalmente dovuto alla prematura morte di Luigi Orsi, avvenuta nel 1936, il figlio al quale Giuseppe aveva affidata la direzione tecnica dell'azienda.
Annunciato dalla pubblicità del 1938 appare nel 1940 (anno in cui l'azienda si trasforma in SpA) il prototipo di un trattore cingolato con motore del Super 50. Il progetto non ha seguito causa lo scoppio della Seconda guerra mondiale, durante la quale lo stabilimento viene utilizzato a fini bellici, per la produzione di granate e di selle per muli.

### Il secondo dopoguerra
Nel dopoguerra muore Giuseppe Orsi, e dopo varie dirigenze, viene chiamato l'ingegner Ulisse Bubba che progetta un trattore da 25 CV, a testa calda, un veicolo tecnicamente avanzato e di linea moderna, ma che tuttavia non incontra la simpatia del management che fa un passo indietro con i modelli O25 e O35. Assieme al modello Anteo cingolato del 1953, sono gli ultimi testa calda della Orsi che si converte al diesel veloce e acquista motori all'esterno, cosa che avviene a partire dal 1956 con una versione a ruote (OD 30 e OD 37) e l'anno dopo con un cingolato (CD 30), entrambi corredati da motori Perkins dell'intero gruppo.

### Accordi e la fine
Nel 1958 viene progettata una mietitrebbia; in seguito vengono stretti accordi con la svizzera Vevey e con la tedesca Hanomag, ma quando quest'ultima non è più in grado di far fronte agli impegni presi, la Orsi è costretta, il 2 luglio 1964 a cessare la propria attività dell'intero gruppo.